# Idalus iragorri
Idalus iragorri är en fjärilsart som beskrevs av Paul Dognin 1902. Idalus iragorri ingår i släktet Idalus och familjen björnspinnare. Inga underarter finns listade i Catalogue of Life.